# Kompaktní zobrazení
Kompaktní zobrazení je zobrazení mezi metrickými prostory, které zobrazuje omezené množiny na množiny relativně kompaktní. 

## Příklady
Identita (identické zobrazení) je kompaktní na konečnědimenzionálních normovaných vektorových prostorech.